# Mimela signaticollis
Mimela signaticollis är en skalbaggsart som beskrevs av Ohaus 1902. Mimela signaticollis ingår i släktet Mimela och familjen Rutelidae. Inga underarter finns listade i Catalogue of Life.